# Jon Ola Sand
Jon Ola Sand (Oslo, 21. decembar 1961) norveški je izvršni direktor televizije, koji je i izvršni supervizor Pesme Evrovizije.

## Biografija
Sin je poznatog pisca i glumca Bjorna Sanda i glumice Uni Bernhoft. Odrastao je u Vinderenu u Oslu i ima brata i sestru. Njegov brat Simen je glumac i autor.
Sand se pojavio u filmu "At dere tør!" iz 1980, te je iste godine diplomirao. Kao tinejdžer je svirao bubnjeve u hard rock grupi, što ga je na kraju dovelo do NRK-a, Norveške korporacije za emitovanje. NRK ga je angažovao za muzički program. Televizijsku karijeru započeo je u NRK 1981. godine, a preko programskog sekretara napredovao je do producenta i voditelja projekta, na kraju vodeći glavne produkcije i koprodukcije u NRK-u. Sand je član Međunarodne akademije za televizijsku umetnost i nauku.
Televizijske emisije koje producira ili režira Sand uključuju Nobelov koncert za mir, emisiju "Amanda Award" i "Melodi Grand Prix". Od 1998. do 2005. vodio je norvešku delegaciju za Pesmu Evrovizije.
Sand je 2010. godine postavljen za izvršnog producenta 55. takmičenja za Pesmu Evrovizije 2010, održanog u Oslu, u Norveškoj. Sand je 26. novembra 2010. godine imenovan za izvršnog supervizora Pesme Evrovizije, nakon što je Svante Stokselius podneo ostavku na funkciju. Sand je navodno izbacio još 39 podnosilaca prijave. Debitovao je kao izvršni supervizor na Evroviziji u Diseldorfu 2011. godine. Sand je kasnije postavljen za izvršnog supervizora za takmičenje za dečju Pesmu Evrovizije 2016.
U intervjuu novinskoj agenciji Rojters 2011. godine Sand je pokrenuo ideju o proširenju takmičenja za Pesmu Evrovizije na svetsku razinu (Worldvision song contest). U maju 2015. Sand je izjavio norveškom javnom televizijskom servisu NRK da ideja Worldvision ne napreduje, zbog nedostatka interesovanja zemalja van Evrope. Sand je danski medijima izjavio 2016. da je Evropska radiodifuzna unija umesto toga razvijala planove za izvoz Evrovizijskog koncepta pokretanjem zasebnih verzija takmičenja za pesmu u Aziji i Sjedinjenim Američkim Državama, u zavisnosti od nivoa interesovanja u relevantnim zemljama.